# Barbara von Weitershausen

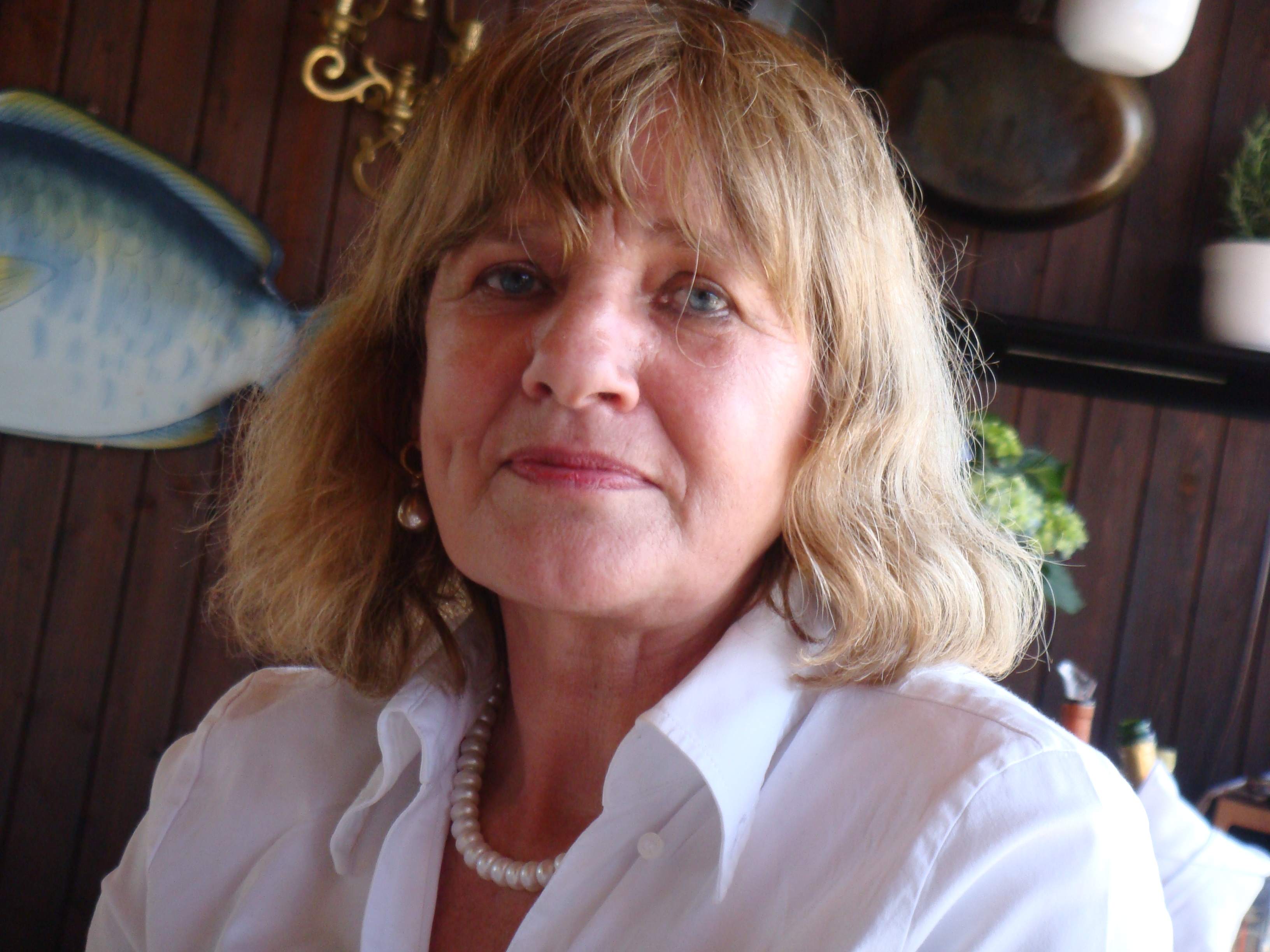
Barbara von Weitershausen im Jahr 2009

Barbara von Weitershausen (* 6. März 1946 in Melsungen) ist eine deutsche Filmeditorin.

## Leben und Werk
Barbara von Weitershausen wuchs in München auf. Zu ihren fünf Geschwistern gehören die Schauspielerin Gila von Weitershausen und der Fotograf Horst von Weitershausen, der mit Renate Roland und Alexandra Paszkowska verheiratet war. Barbara von Weitershausen kam 1968 zur Synchronabteilung der Beta Film GmbH. Anfang der 1970er Jahre wurde sie Assistentin beim Filmschnitt, seit Ende der 1970er Jahre ist sie eigenständige Editorin. Sie arbeitete mit einer Reihe bedeutender Regisseure zusammen, z. B. Wim Wenders, Klaus Lemke, Helke Sander und Heinrich Breloer. Ihre häufigste Regie-Partnerin ist Franziska Buch.
2007 war Barbara von Weitershausen für die Folge Licht der TV-Serie Blackout – Die Erinnerung ist tödlich für den Deutschen Kamerapreis in der Kategorie Bester Schnitt Fernsehserie nominiert. 2014 wurde sie bei dem Festival Filmplus in Köln mit dem Geißendörfer-Ehrenpreis für ihr Lebenswerk geehrt.

## Filmografie

### Als Editorin
- 1980: Die wunderbaren Jahre
- 1980: Panische Zeiten (zusammen mit Helga Borsche)
- 1981: Feuer und Schwert – Die Legende von Tristan und Isolde
- 1982: Krieg und Frieden
- 1982: Der Stand der Dinge
- 1983: Der Kleine
- 1984: Der Beginn aller Schrecken ist Liebe
- 1984: Tschechow in meinem Leben
- 1985: Edvige Scimitt. Ein Leben zwischen Liebe und Wahnsinn
- 1985: Der Galaxenbauer
- 1987: Der Unsichtbare
- 1991: Buster's Bedroom
- 1990: Schatten der Wüste
- 1993: In weiter Ferne, so nah! (nur Tonschnitt)
- 1993: Trip nach Tunis
- 1996: Crash Kids
- 1997: Tatort: Gefährliche Übertragung (ist gleichzeitig eine Langfolge der Krimiserie Die Kommissarin)
- 1997: Go For Gold!
- 1997: Dazlak – Skinhead
- 1998: Das merkwürdige Verhalten geschlechtsreifer Großstädter zur Paarungszeit
- 1999:  Die Häupter meiner Lieben
- 2000: Honolulu
- 2000: Schule
- 2001: Das Schneeparadies
- 2002: Die Andere
- 2002: Eine außergewöhnliche Affäre (Fernsehfilm)
- 2002: Was ist bloß mit meinen Männern los?
- 2002: Ein starkes Team: Kinderträume (Fernsehreihe)
- 2003: Die Klasse von ’99 – Schule war gestern, Leben ist jetzt
- 2003: Jennerwein
- 2004: Bibi Blocksberg und das Geheimnis der blauen Eulen
- 2006: Blackout – Die Erinnerung ist tödlich (8-teilige Fernseh-Miniserie)
- 2007: Angsthasen
- 2008: Patchwork (Fernsehfilm)
- 2008: Buddenbrooks
- 2008: Der Froschkönig
- 2009: Im Schatten der Gerechtigkeit
- 2009: Summertime Blues
- 2010: Ken Folletts Eisfieber (Fernseh-Zweiteiler)
- 2010: Hier kommt Lola!
- 2010: Ihr mich auch
- 2011: Die Dienstagsfrauen … auf dem Jakobsweg zur wahren Freundschaft
- 2011: Die Sterntaler
- 2012: Nemez
- 2013: Der Geschmack von Apfelkernen
- 2013: Der Teufel mit den drei goldenen Haaren
- 2015: Käthe Kruse

### Als Schnittassistentin
- 1973: Der scharlachrote Buchstabe
- 1973: Sylvie
- 1974: Alice in den Städten
- 1975: Falsche Bewegung
- 1976: Im Lauf der Zeit
- 1976: Sternsteinhof
- 1977: Der amerikanische Freund
- 1977: Die linkshändige Frau
- 1978: Die gläserne Zelle
- 1978: Messer im Kopf
- 1979: Die Blechtrommel
- 1980: Talentprobe
- 1980: Nick's Film – Lightning Over Water
- 1980: Endstation Freiheit
- 1984: Paris, Texas